# Don Clemons
Don Clemons (Northampton, 1954) è un allenatore di football americano statunitense che allena la nazionale svizzera.